# いいんちょ。
『いいんちょ。』は、秋風白雲による日本の漫画作品。『コミックガム』（ワニブックス）にて、2007年6月号より2015年3月号まで連載された。

## あらすじ
生徒数の急増したとある中学校。学内の治安を取り戻すべく1年生の学級委員長6人が結集する。まずは、セクハラ生徒会長を何とかせねば。

## 舞台
東京都にある区立真園中学校。旧スクール水着とブルマが現役。

## 登場人物

### 1年生
1学年委員長6人の身長は初乃、珠緒、芽依、小霧、はるか、葵の順で高く、DEFの委員長たちはABCの委員長たちよりスタイルが良い。また、全員の苗字に数字が入っている。
一橋 はるか（ひとつばし はるか）
1年A組学級委員、桜一小学校出身。テコンドー使いで白ニーソックス装備。生徒会長を務める学は2歳上の兄。
自身を女性的な魅力に欠ける女だと思っているため、可愛い等の褒め言葉に耐性が無い。
クラスの帰宅部員らによって「親衛隊」が組織されており、彼らからは「姫」と呼ばれている。
眼鏡を落とすなどして周囲の状況が分からなくなった時に1人きりだと、恐怖感に襲われパニックを起こすことがある。
出身小学校同士の仲が悪いため当初は初乃と犬猿の仲だったが、様々な出来事を経て1年次の夏休み頃には仲良しになった。
料理の腕前は致命的。美術センスも致命的。
1学年1学期末試験の成績は5教科合計482点。
仁科 葵（にしな あおい）
1年B組学級委員、中央小学校出身。金属バットを武器として使用するが、実は金属バットに振り回されていて一番非力。
言動からどこぞのお嬢様であるかのように誤解されているが、家はあまり裕福ではない。
他人との会話が得意ではなく、吹き出しでセリフを喋ったことが無い。
校内の各所に野球用のバットを隠しており、珠緒に危害を加えようとした者が現れるとこれを持ち出して襲う。
料理の腕前はかなりのもの。
珠緒とは小学校2年生の時に同じクラスになって以来の親友。互いの誕生日に贈り合ったお揃いの髪留めを身に着けている。
1学年1学期末試験の成績は5教科合計500点。
嵯峨野 小霧（さがの さぎり）
1年C組学級委員、服部北小学校出身。関西弁使い。格闘は不得意だが水泳は得意。
関西から引っ越して来たので、地域事情（各小学校間の関係など）には詳しくない。
コスプレに興味があり、裁縫の腕前は自分で衣装を仕立てられるほど。イベントに参加しようかどうか迷っている。
現代の女子中学生には理解不能な古いネタを用いてボケることがあり、はるかからは「嵯峨野さん時々わかんないこと言うよね」と言われる始末。
東京の学校はイジメが酷いという先入観を持っていた。
料理の腕前は自称「ボチボチ」。
1学年1学期末試験の成績は5教科合計472点。
篠宮 初乃（しのみや はつの）
1年D組学級委員、梅ヶ丘小学校出身。カポエイラ使い。身長172センチメートル。
小学生時代、梅ヶ丘小と他校の生徒間のトラブルによく首を突っ込んで暴れていたため「怪物女王」とあだ名されていた。
上級生をシメるなど武勇伝は数知れず、現在も他のクラスの生徒から「女王様」と呼ばれている。
猫好きでネズミ嫌い。
母親ははるかよりも小柄で、妹のように見える。
前述の通り当初ははるかと犬猿の仲だったが、様々な出来事を経て1年次の夏休み頃には仲良しになった。
家は肉屋であり、料理は出来る。
1学年1学期末試験の成績は5教科合計460点。
後醍 珠緒（ごだい たまお）
1年E組学級委員、中央小学校出身。合気道使い。
本物の良家の令嬢で、外出時はボディーガードに陰ながら守られている。
普段は物腰の柔らかなお嬢様だが、怒りや恐怖などの感情の爆発で凶暴化し誰の手にも負えなくなる。その技量ははるかと初乃を同時に相手取り軽くあしらうほど。
料理の腕前は致命的で、極度の味音痴。
葵とは小学校2年生の時に同じクラスになって以来の親友。互いの誕生日に贈り合ったお揃いの髪留めを身に着けている。
1学年1学期末試験の成績は5教科合計498点。
睦 芽依（むつみ めい）
1年F組学級委員、桜三小学校出身。特に格闘技をやっているでもなく、カナヅチで体も硬く6人の中で最も体力が無い。
言動が落ち着いている上に老け顔なせいで年相応に見られないことを気にしており、このことでいじられると泣く。
夏休み中にはるかとエクササイズに励んだ結果、金的蹴りを修得した。
視力は6人の中で最も高い。
両親が共働きで弟たちの面倒を見ているため、料理が出来る。
1学年1学期末試験の成績は5教科合計488点。
日下部 実（くさかべ みのり）
1年A組緑化委員。
本木 しずか（もとき しずか）
1年A組図書委員。
薬師寺 佐祐理 （やくしじ さゆり）
1年A組保健委員。
土屋 真咲（つちや みさき）
1年B組緑化委員。
仲本 操（なかもと みさお）
1年F組体育委員。

### 2年生
井伊野 みき（いいの みき）
2年A組学級委員。学が大好きなアーパー娘。ボケ。
スージー天羽（スージーあもう）
2年B組学級委員。みきとは1年の時に同級。ツッコミ。
地井 恵美梨（ちい えみり）
2年C組学級委員。よく携帯電話をいじっている。
三好 巳継（みよし みつぐ）
2年A組体育祭実行委員長。
阿久津 優衣（あくつ ゆい）
2年B組演劇部員。
広井 ゆき（ひろい ゆき）
2年B組放送委員。
添島 みゆき（そえじま みゆき）
2年C組真園祭実行委員副委員長。

### 3年生
一橋 学（ひとつばし まなぶ）
3年A組学級委員兼生徒会長、はるかの兄。『委員長』が大好き。
実の妹に「二次性徴はどうだい?」などと聞く変態且つ、蹴られ、嬲られるのをよしとする、M男。だが、その本性は両親や教師にはしっかりと隠しており、真面目な優等生だと思われている。
妹をはじめ委員長らを盗撮・盗聴していることが度々露見しているが、「生々しい」ので公表されていない。
知的ではない委員長は許容しない。
御茶ノ水 撫子（おちゃのみず なでしこ）
3年B組学級委員兼生徒会副会長。ムエタイ使い。眼鏡は着用していない。
1年の時に同じクラスだった学から眼鏡の着用を強要されそうになり、それがきっかけで「学と付き合っている」という噂を立てられた。以来本人曰く「坊主憎けりゃ袈裟まで憎い」と、一橋兄妹への憎悪を募らせている。
東 ひろし（あずま ひろし）
3年C組学級委員兼生徒会書記。
元々身体が弱い上、学の巻き添えで撫子から度々制裁を受けているため、学校を休みがち。
法正（ほうしょう）
3年A組副代表。
舞原 啓子（まいばら けいこ）
3年B組演劇部部長。
明石 治美（あかし はるみ）
3年C組副代表。

### 教師
校長先生
自称「ヅラじゃないぞ!」とのこと。

### その他
伏見 和歌子（ふしみ わかこ）
代々後醍家に仕える護衛官。
大人の女性だが見た目は中学生であるため、真園中学1年E組に潜入し珠緒の直衛を担当している。
変装の一部として眼鏡を着用。
睦 潤（むつみ じゅん）
芽依の弟。
睦 樹理（むつみ じゅり）
芽依の妹。

## 単行本
- 秋風白雲 『いいんちょ。』 ワニブックス《ガムコミックスプラス》、全7巻
  1. 第1巻 2008年5月10日発行、2008年4月25日発売
    - ISBN 978-4-8470-3632-3

  2. 第2巻 2009年7月10日発行、2009年6月24日発売
    - 初回限定版 ISBN 978-4-8470-3687-3　生徒会長の贈り物セット(ボールペン／メガネ拭き／生徒手帳)付き
    - 通常版 ISBN 978-4-8470-3686-6

  3. 第3巻 2010年6月10日発行、2010年5月25日発売
    - 初回限定版 ISBN 978-4-8470-3733-7　小冊子付き
    - 通常版 ISBN 978-4-8470-3732-0

  4. 第4巻 2011年9月10日発行、2011年8月25日発売
    - 初回限定版 ISBN 978-4-8470-3781-8　スク水型携帯ホルダー、バスタオルデザインなマイクロファイバークロス付き
    - 通常版 ISBN 978-4-8470-3783-2

  5. 第5巻 2012年10月10日発行、2012年9月26日発売
    - 初回限定版 ISBN 978-4-8470-3831-0　痛校歌CD、描き下ろし小冊子付き
    - 通常版 ISBN 978-4-8470-3830-3

  6. 第6巻 2014年2月10日発行、2014年1月25日発売
    - 初回版 ISBN 978-4-8470-3904-1　豪華執筆陣による全編描き下ろし小冊子付き

  7. 第7巻 2015年4月10日発行、2015年3月25日発売
    - 初回版 ISBN 978-4-8470-3960-7　豪華執筆陣によるフルカラーグラビア小冊子付き